# Solbus Solcity 12
Solbus Solcity 12 – niskopodłogowy autobus miejski klasy maxi z rodziny SM produkowany od końca 2008 roku przez Fabrykę Autobusów "Solbus" z Solca Kujawskiego. Może być napędzany silnikami zasilanymi olejem napędowym lub gazem LNG. Jego kod fabryczny SM12 jest czasem brany za nazwę modelu lub jej część.

## Historia modelu
Prace projektowe nad nową rodziną autobusów miejskich firmy Solbus rozpoczęły się w 2007 roku. Jednocześnie rozbudowywano fabrykę, m.in. uruchamiając nową lakiernię oraz zwiększano zatrudnienie do około 250 osób. Projekt techniczny autobusu opracowano we współpracy z Grupą inżynierską DOT3D z Czerwonaka. W jego ramach grupa DOT3D opracowała założenia techniczne rodziny autobusów miejskich serii SM, współpracowała z firmą stylistyczną, opracowała kompletną konstrukcję pojazdów (konstrukcję szkieletu, elementów karoserii, układ zasilania skroplonym gazem ziemnym LNG). Odpowiadała również za dobór i zabudowę układów napędowego, jezdnego, kierowniczego itd.

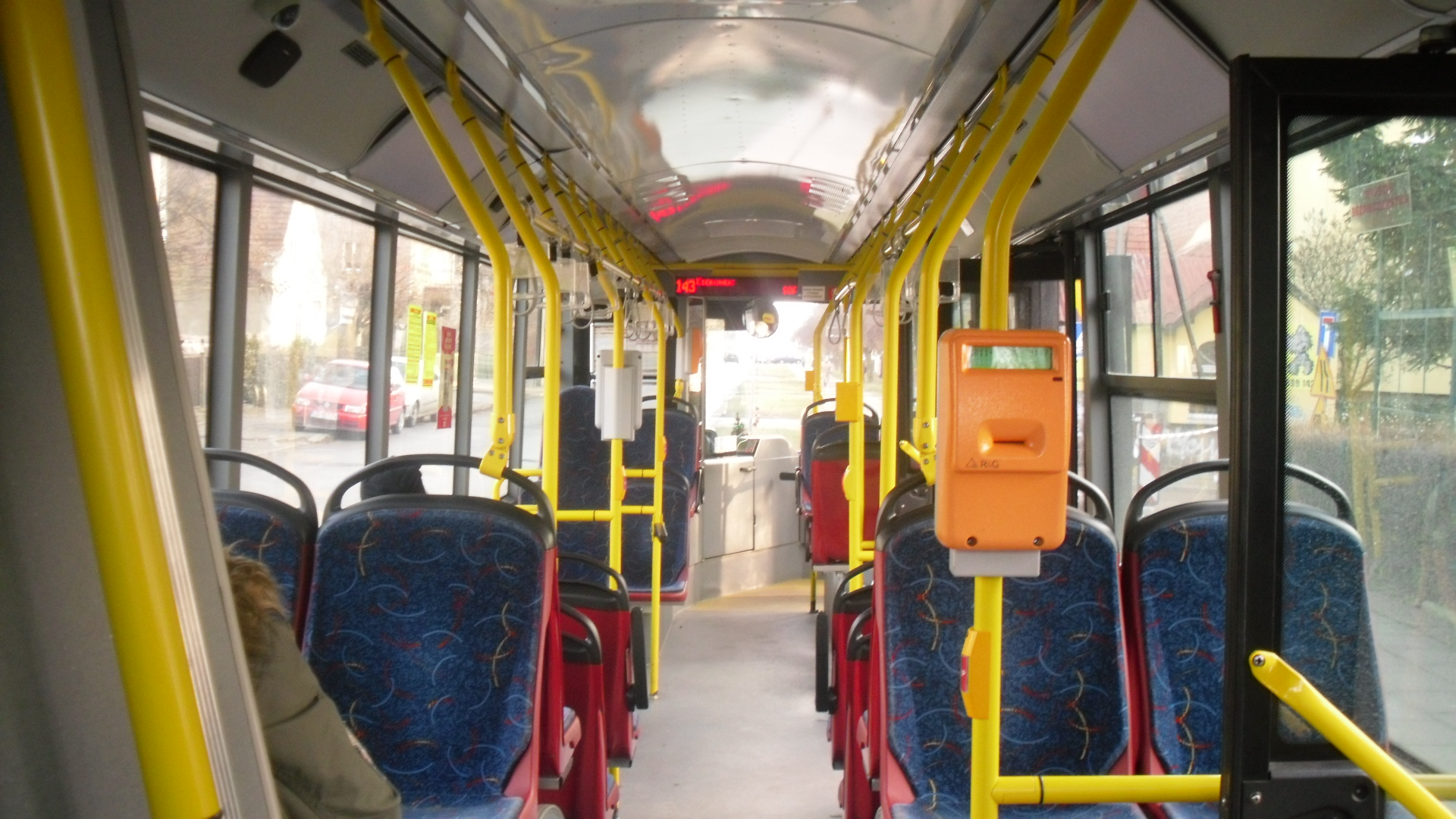
Wnętrze autobusu

Solbus Solcity 12 to pierwszy autobus miejski z niskopodłogowej rodziny SM zaprojektowanej i wdrożonej do produkcji przez firmę Solbus. Stylizację wykonała zewnętrzna firma projektowa. Debiut prasowy tego modelu nastąpił w czerwcu 2008 roku, targowy – na targach IAA 2008 w Hanowerze i targach Transexpo 2008 w Kielcach jesienią 2008 roku. Na tych ostatnich Solbus Solcity 12 LNG został nagrodzony Złotym Medalem Targów Kielce.

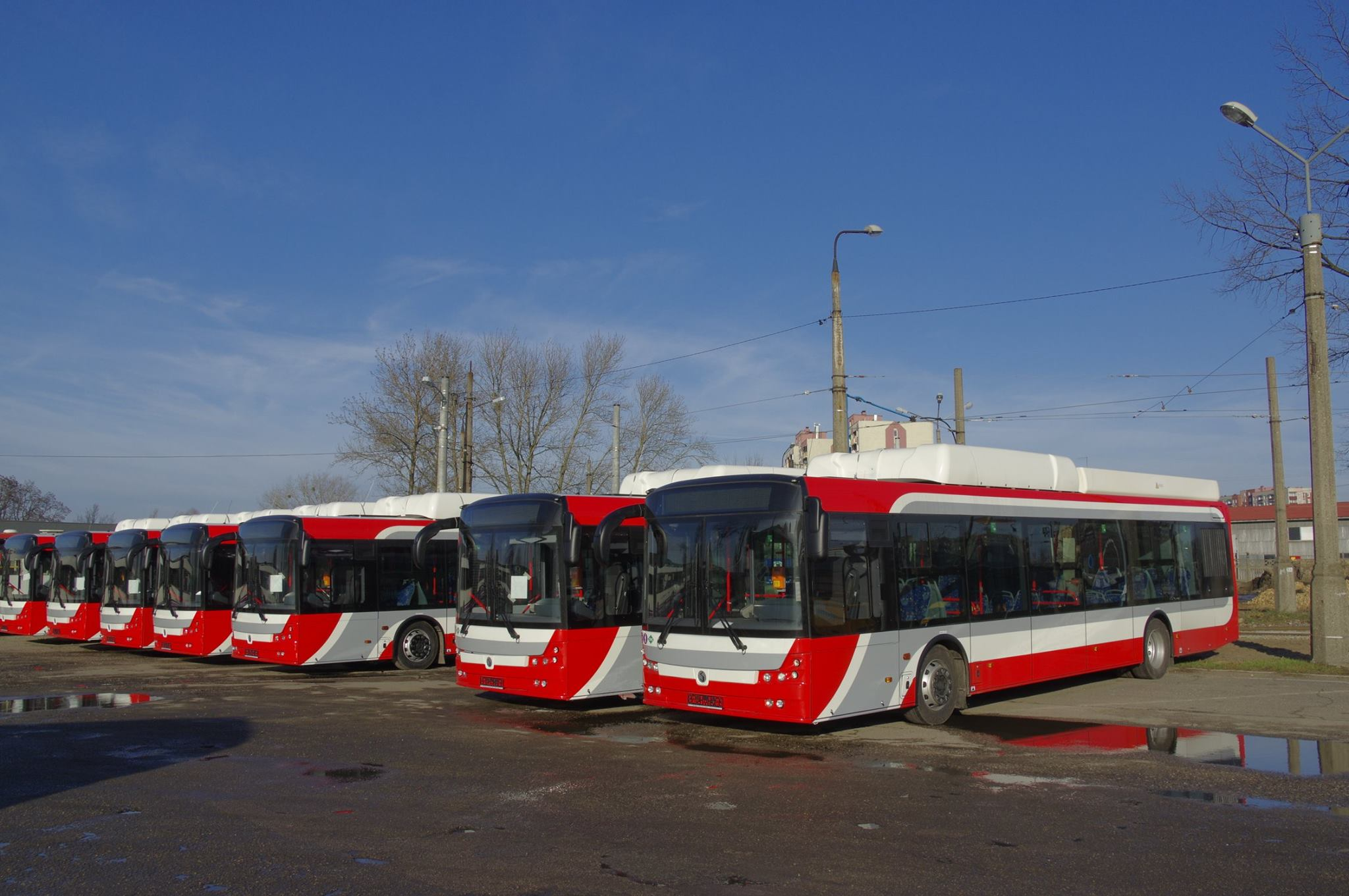
Solbus SM 12 CNG Hybrid MPK Częstochowa

Solbus Solcity 12 ma samonośne nadwozie z kratownicową podłogą. Szkielet nadwozia jest wykonywany ze stali nierdzewnej, zaś poszycie ze stali nierdzewnej i tworzyw sztucznych, połączonych ze szkieletem nadwozia za pomocą klejenia. Okna są również wklejane do nadwozia. Masa własna tego autobusu jest o około 1000 kg mniejsza niż konkurentów, dzięki czemu jest to najlżejszy pojazd w swojej klasie. To przekłada się na zwiększenie jego zdolności przewożenia pasażerów do 109–119 osób w zależności od liczby i układu siedzeń. Aby osiągnąć taki efekt, w szkielecie w miejsce standardowych profili zamkniętych zastosowano wiele ceowników o specyficznym kształcie. W miejscach, gdzie nie są przenoszone duże obciążenia powycinano otwory, by zredukować masę ceowników. Aby utrzymać wysokość podłogi na poziomie 32 cm, pochylono ją we wnętrzu do krawędzi drugich i trzecich drzwi. Instalacja elektryczna jest zbudowana na bazie szyny danych CAN-Bus. W przedziale kierowcy zamontowano kokpit Siemens VDO. W przyszłości specjalnie dla modelu Solcity 12 ma zostać opracowana deska rozdzielcza. W razie zainteresowania klientów mogą zostać opracowane wersje obu odmian Solcity 12 dostosowane do ruchu lewostronnego (RHD).
Standardowo montowany jest silnik Cummins ISB6.7E5 250B o mocy maksymalnej 184 kW (250 KM) osiąganej przy 2300 obr./min. Spełnia on wymagania normy Euro 5. Opcjonalnie może być zastosowany silnik Cummins ISB6.7EV 250B o takich samych podstawowych parametrach technicznych (dostosowany do normy emisji spalin EEV), silnik Cummins ISB6.7E5 285B Euro 5 o mocy maksymalnej 209 kW (285 KM) i jego odmiana spełniająca normę EEV – ISB6.7EV 285B, silnik Iveco F4AE3682E o mocy maksymalnej 194 kW (265 KM) oraz jednostka napędzana gazem CNG – Iveco Cursor C78 ENT G o mocy maksymalnej 200 kW (272 KM). Silniki połączono z jedną z dwóch automatycznych skrzyń biegów, 4-biegową Voith Diwa 854.5 lub ZF-Ecomat 6HP 504 o 6 przełożeniach. W układzie jezdnym standardowo stosowana jest oś przednia z zawieszeniem niezależnym typu ZF RL75EC lub belka sztywna ZF RL85A. Z tyłu most portalowy ZF AV 132/80 lub Voith BRA132DC80.
W 2009 roku wyeksportowano do Szwecji 3 szt. tego modelu w nowej wersji niskowejściowej o symbolu fabrycznym SM12N, które przeznaczono dla firmy VL-Buss z Vänersborgu.

## Solbus Solcity 12 LNG

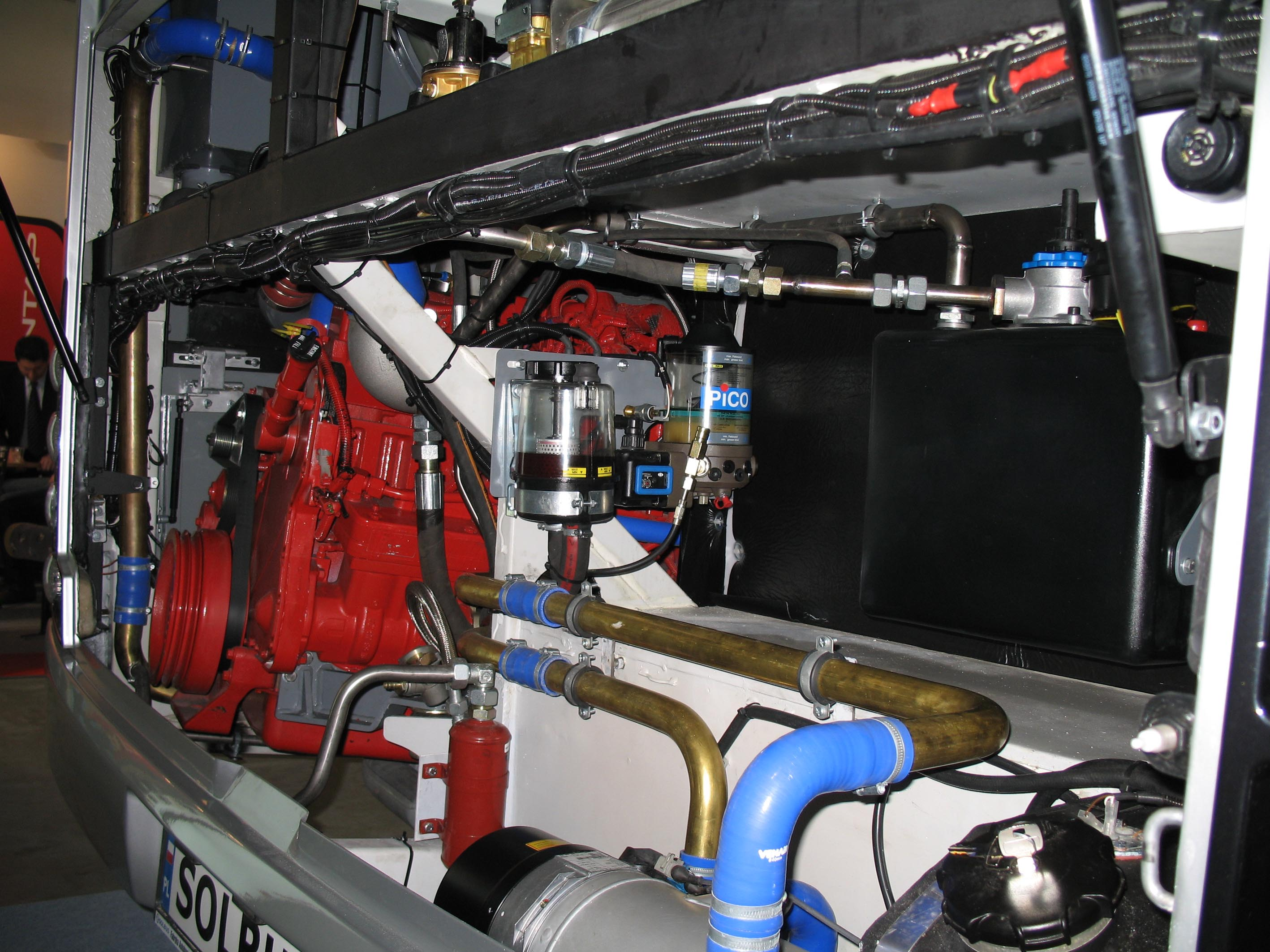
Silnik Cummins zasilany LNG w modelu Solbus Solcity 12 LNG

Jako pierwsza firma w Europie Solbus opracował odmianę modelu Solcity 12 napędzaną silnikiem zasilanym LNG, czyli skroplonym gazem ziemnym. W prototypie autobusu Solbus Solcity 12 LNG zastosowano produkowany w USA silnik Cummins ISLGeEV 320 o pojemności 8,9 dm³ i mocy maksymalnej 234,8 kW (320 KM) przy 2000 obr./min. Amerykańska firma Chart Ferox dostarcza do nich kriogeniczne zbiorniki na skroplony metan. Wdrożenie do produkcji odmiany Solcity 12 LNG wymaga stworzenia sieci dystrybucji tego paliwa. Zajmuje się tym firma LNG Silesia, dostawca infrastruktury i paliwa do autobusów zasilanych LNG, z którą współpracuje FA Solbus. Stacja tankowania LNG Silesia ma się składać z dwóch zbiorników o pojemności 20 m³ umieszczonych na terenie bazy przewoźnika i trzeciego zbiornika przywożonego rotacyjnie na wymianę.
Normalny, eksploatacyjny czas tankowania autobusu LNG zajmuje ok. 10 minut, czyli nieznacznie więcej niż w przypadku silnika wysokoprężnego, a znacząco krócej niż w przypadku CNG. LNG ze względu na sposób produkcji, polegający na oziębieniu do temperatury –163 °C, to bardzo czyste paliwo (pozbawione dwutlenku węgla, azotu, propanu-butanu, helu i wilgoci) o liczbie oktanowej 130. Obecnie skroplony gaz ziemny jest importowany do Polski m.in. z Norwegii. Firma LNG Silesia chce otworzyć w Polsce zakłady produkujące LNG, m.in. dla przewoźników miejskich.
Pierwszym odbiorcą autobusów Solcity 12 w wersji zasilanej LNG miało być konsorcjum firm PTS Kraków i PKS Chojnice, które na początku 2010 roku miało otrzymać 16 sztuk, obok 15 szt. modelu Solbus Solcity 18 LNG. Po pożarze jednego z wyprodukowanych autobusów cofnięta została homologacja na wersję zasilaną LNG, a kontrakt dla Krakowa został anulowany.

### Wypadki
Podczas przeprowadzanej próby drogowej 23 kwietnia 2010 w autobusie Solbus Solcity napędzanym gazem ziemnym (LNG) doszło do pożaru, w wyniku którego spaleniu uległ cały autobus. Po wypadku komisja producenta ustaliła, iż przyczyną pożaru było uszkodzenie węża hydraulicznego napędu wentylatora. Olej hydrauliczny zapalił się pod wpływem kolektora wydechowego silnika, następnie pożar objął całą komorę silnika, dlatego mimo natychmiastowego użycia gaśnic przez obsługę nie udało się ugasić pożaru.
11 sierpnia 2023 na warszawskim Ursynowie spłonął Solbus napędzany silnikiem spalinowym (numer inwentarzowy 1215) w trakcie obsługi linii nr 263.